# Frank Miller (Kryptologe)

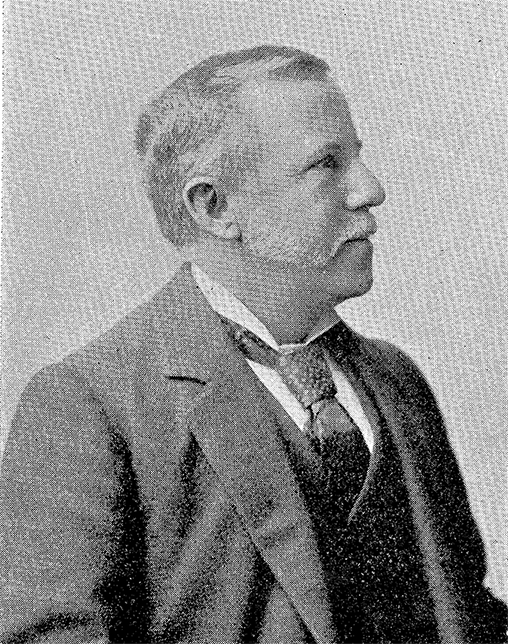
Frank Miller (um 1896)

Frank Miller (* 19. Januar 1842 in Milwaukee; † 1925) studierte an der Yale University, war ein amerikanischer Kryptologe und Bankier und lebte in Sacramento. Er nahm auf Seiten der Nordstaaten am amerikanischen Bürgerkrieg teil und wurde bei der Schlacht am Bull Run verwundet. Bemerkenswert ist, dass er als der Erfinder des One-Time-Pad (OTP) identifiziert wurde, einem informationstheoretisch sicheren und nachweislich unbrechbaren Verschlüsselungsverfahren. Lange Zeit wurde Gilbert Vernam als der Erfinder dieser Methode gehalten, da er in den 1920er-Jahren hierzu ein Patent angemeldet hatte. Tatsächlich hatte jedoch Frank Miller diese Idee mehr als 35 Jahre vor Vernam bereits im Jahr 1882.

## One-Time-Pad

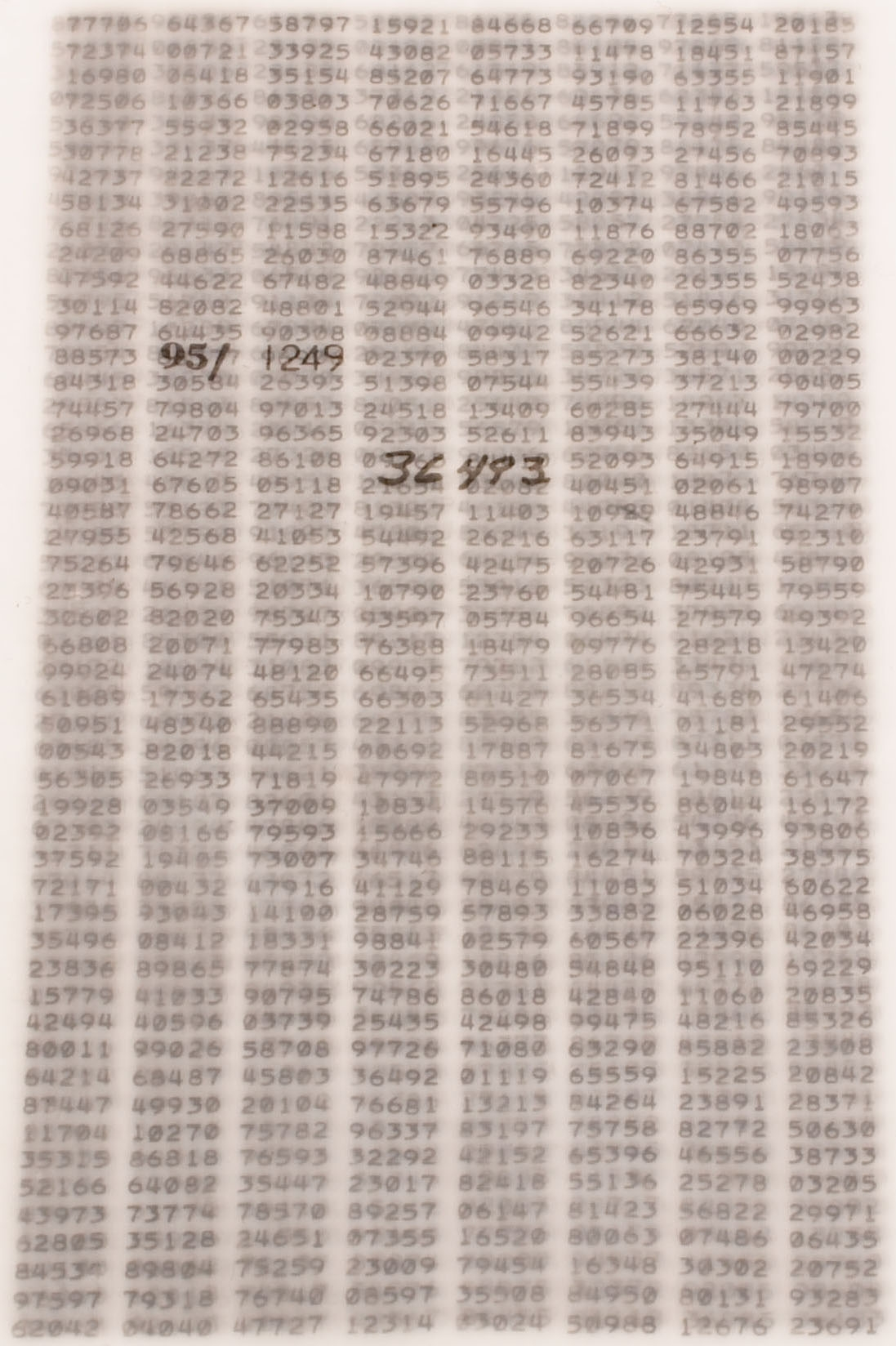
Zahlenkolonnen eines One-Time-Pad

Miller stellte 1882 ein Codebuch auf, das für 14.000 Begriffe und Satzteile entsprechende Zahlen als Verschlüsselung vorsah. Zur Überschlüsselung schlug er vor, diese Codezahlen in einem zweiten Schritt mit Zufallszahlen aus einer Tabelle zu verknüpfen, genauer, diese Zufallszahlen zu den Codezahlen zu addieren. Ergibt sich bei der Addition eine Zahl größer als 14.000, so ist die Zahl 14.000 zu subtrahieren, um stets eine Zahl von 1 bis höchstens 14.000 als Geheimzahl zu erhalten. Die so erhaltenen Zahlen werden als Geheimtext per Telegraf an den Empfänger der Nachricht gesendet. Der befugte Empfänger, der als einziger neben dem Absender über die Zufallszahlenliste verfügt, kann dann einfach die Zufallszahlen wieder vom Geheimtext subtrahieren und erhält die originalen Codegruppen zurück. Auch hier gilt: Tritt bei der Subtraktion eine Zahl kleiner als 1 auf, so ist der Wert 14.000 zu addieren, um stets eine positive Zahl zu erhalten. Diese kann dann im Codebuch nachgeschlagen werden und ergibt den ursprünglichen Klartext. Subtraktion und Addition sind als Modulo-Operationen mit der Basis 14.000 aufzufassen.
Dieses Verfahren ergibt, wie Claude Shannon knapp 70 Jahre später nachgewiesen hat, perfekte Sicherheit und ist nachweislich „unknackbar“. Es wird heute als das One-Time-Pad (Abkürzung: OTP, deutsch: Einmalverschlüsselung) bezeichnet. Unglücklicherweise geriet Millers „perfektes“ Verfahren in Vergessenheit. Es wurde 1917 durch Vernam wiedererfunden und durch Joseph Mauborgne zur Anwendung geführt. Dabei wurde bis 2011 übersehen, dass es ursprünglich von Frank Miller erfunden worden war.